# Munții Baboquivari

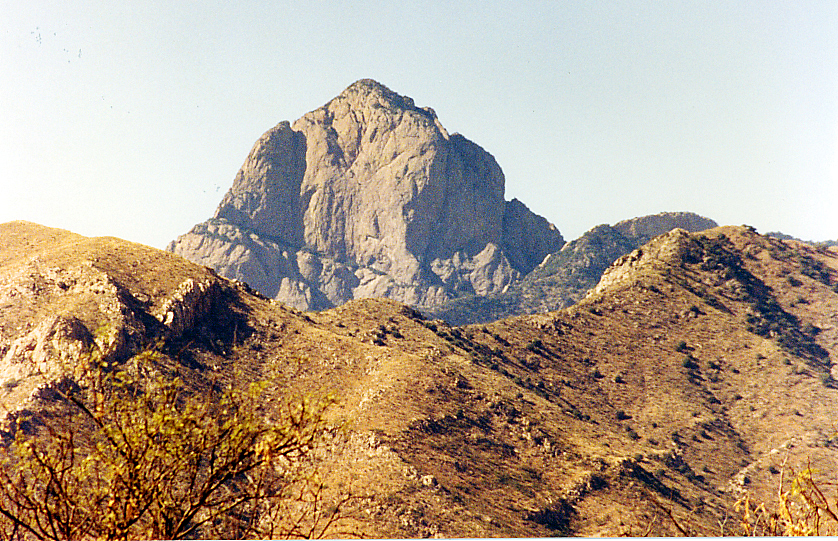
Vârful Boboquivari al grupului montan al munţilor Baboquivari

Munții Baboquivari, în limba nativilor tribului Tohono O'odham, Waw Kiwulik, adesea greșit ortografiat Baboquovari, este un grup montan din Deșertul Sonora, parte a ecosistemului Madrean Sky Islands. Sunt situați la 80 km sud-vest de Tucson, Arizona.

## Geografie
Situat în Comitatul Pima, cel mai înalt vârf al munților este vârful omonim, Baboquivari, care la 2.357 metri, este considerat unul din munții sacri ai nativilor americani ai statului american Arizona.  Spiritul muntelui sacru Baboquivari, care conform legendelor indienilor Tohono O'odham viețuiește undeva într-o peșteră labirintică din munte, este numit  I'itoi. 

## Vedeți și
- Madrean Sky Islands
- Lista grupelor montane ce formează Madrean Sky Islands